# Poludnitsa Dorsa
I Poludnitsa Dorsa sono una struttura geologica della superficie di Venere.